# Tomopteris partenopea
Tomopteris partenopea är en ringmaskart som beskrevs av Caroli 1928. Tomopteris partenopea ingår i släktet Tomopteris och familjen Tomopteridae. Inga underarter finns listade i Catalogue of Life.